# Mir Ali Asghar Akbarzada
Mir Ali Asghar Akbarzada czasem Akbarzola, dari میر علی اصغر اکبرزاده – afgański trener piłkarski.

## Kariera trenerska
Od września 2002 do stycznia 2003 roku prowadził narodowej reprezentacji Afganistanu. Od marca do kwietnia 2003 roku ponownie trenował drużynę narodową. Potem został mianowany na trenera młodzieżowej reprezentacji Afganistanu.